# Spiridion
Spiridion est un roman de l'écrivaine française George Sand paru en 1838-1839 dans la Revue des deux mondes puis repris en volume en 1839. Une version en partie réécrite paraît en 1842 et est généralement retenue par les rééditions ultérieures. Spiridion est habituellement rangé parmi les romans dits « philosophiques » de George Sand. Relatant l'histoire d'une hérésie secrète dans un monastère italien au XVIIIe siècle, détaillant les interrogations spirituelles de plusieurs moines en les mêlant à une part de mystère et de fantastique, il met en œuvre une réflexion sur la religion et la notion d'hérésie.

## Résumé détaillé de la version de 1842

### Angel au couvent

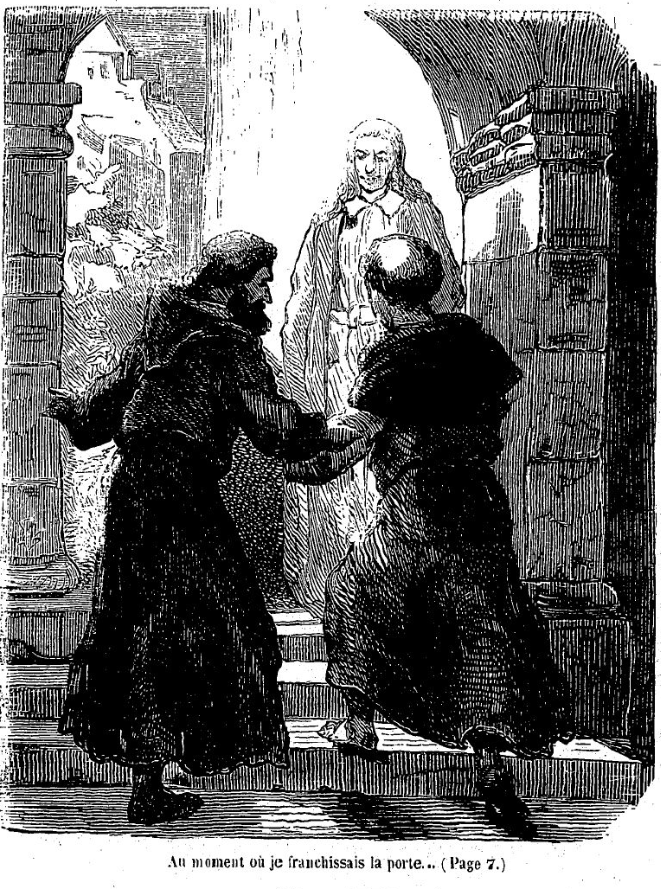
Le trésorier parle à Angel de l'abbé Spiridion. Illustration de Tony Johannot et Maurice Sand pour une réédition en 1856.

Le roman se déroule dans un monastère bénédictin en Italie à la fin du XVIIIe siècle. Le narrateur, Angel, un novice entré dans un couvent bénédictin à 16 ans, est en butte à l'hostilité du père Hégésippe et des autres moines en dépit de son comportement exemplaire. Un après-midi, après avoir été repoussé par le père Hégésippe, Angel connaît un évanouissement et croit entendre une voix bienveillante dans la sacristie déserte. Peu après, il rencontre le vieil Alexis, un moine vivant à l'écart des autres et disposant d'une forme d'indépendance par rapport à eux. Angel veut se placer sous la protection d'Alexis, mais celui-ci hésite et demande un temps de réflexion. Hésitant lui aussi, Angel demande à se confesser mais le père Hégésippe le lui refuse. Indigné, Angel, pris d'un éblouissement, croit voir un superbe jeune homme vêtu de vêtements surannés se tenant debout au soleil dans le jardin de l'église. Il retourne voir Alexis, qui accepte de s'occuper de lui et le met en garde contre la sottise des moines. Quelque temps après, Angel parle à Alexis du jeune homme qu'il a cru voir : ce dernier réagit avec émotion mais ne veut rien dire. 
Angel devient bientôt officiellement l'assistant d'Alexis, qui est responsable des sciences, notamment des expériences de physique et de chimie. Angel remarque qu'Alexis se réfère souvent à « l'Esprit » et cite des passages de paroles saintes qui ne sont pas dans la Bible, en consultant pour cela un livre aux pages blanches. Alexis donne à Angel des lectures philosophiques qui ne lui paraissent pas toujours très conformes au canon catholique : cela le passionne et l'angoisse à la fois. La santé d'Alexis décline peu à peu, en dépit de l'intervention d'un médecin, qui confie à Angel que les réflexions et les recherches passionnées du vieux moine ont usé son corps. Une nuit, Angel rêve du beau jeune homme plusieurs fois avant d'être réveillé par Alexis qui a deviné son rêve. Tous deux tentent de se rendormir, mais Angel entend Alexis dialoguer dans sa chambre avec une voix tonnante qui lui adresse des reproches. Le lendemain, Angel est convoqué à un entretien par le Prieur du couvent. Inquiet, il s'y rend, mais, sur le chemin, il aperçoit un tableau, vivement éclairé par le soleil, qui représente le jeune homme qu'il a cru voir. Le personnage tient un livre où est indiqué « Hic est veritas ! » (« Ici est la vérité ! »). Le père trésorier explique au novice qu'il s'agit d'un Saint-Benoît dont le visage a été imité de celui du fondateur du couvent, Pierre Hébronius, devenu au couvent l'abbé Spiridion, mort en 1698. Étonné d'avoir eu une vision d'un mort, Angel parvient cependant à minimiser auprès du Prieur les bruits, voix et lumières étranges survenus dans la chambre d'Alexis la veille.
Au soir, alors qu'Angel vient de rapporter l'entretien à Alexis, qui est plus affaibli que jamais, une figure démoniaque entre dans la chambre à la grande terreur du novice. Alexis, agrippant le supposé fantôme, le démasque : c'est un frère venu lui faire une macabre plaisanterie, peut-être pour l'effrayer et l'achever. Alexis traîne le coupable jusqu'à la cloche dont il sonne pour convoquer les moines et réclamer justice. Le Prieur étouffe l'affaire. De retour dans la cellule d'Alexis, Angel est interrogé par ce dernier sur ses visions.

### Récit de la vie de Spiridion
Alexis raconte alors à Angel la vie de Samuel Hébronius, dit l'abbé Spiridion, fondateur du couvent. Juif, de son nom de naissance Samuel, natif d'Inspruck, il découvre la pensée réformiste de Luther, qui le fascine par sa profondeur : Samuel se convertit au protestantisme et change son prénom pour prendre celui de Pierre. Au fil de ses lectures, notamment sous l'influence de Bossuet, Pierre Hébronius se convertit au catholicisme, dont l'esprit de certitude et d'autorité le conforte dans son besoin de foi. Il fonde un couvent sous le nom de Spiridion en adoptant la règle de saint Benoît. Mais il ne tarde pas à subir des désillusions en observant la bêtise et la vanité des moines. Hébronius commence alors à douter de sa troisième religion et s'en effraie. Il tente de raffermir sa foi, lit, réfléchit et médite, et finit par renoncer au christianisme, tout en gardant toute l'apparence du respect du culte catholique afin de ne rien laisser paraître à ses proches. Il connaît de grandes souffrances, mais élabore peu à peu une doctrine personnelle sur Dieu et le salut. Il résout dans un premier temps de la garder secrète, puis, dans sa vieillesse, sentant sa mort approcher, il décide de la confier à un frère digne de confiance : Fulgence. Outre le récit de sa vie et de ses réflexions, Spiridion confie à Fulgence un livre où il a rassemblé l'essentiel de sa pensée. Il lui demande de le placer sur sa poitrine après ses funérailles et de le laisser dans son tombeau, puis d'attendre jusqu'au moment où il se sentira assez sage et prêt à lire cet écrit : Fulgence devra alors aller chercher le livre dans le tombeau de Spiridion. S'il ne se juge jamais assez sage, il transmettra le secret à son tour à des mains pures. Enfin, afin de consoler le jeune Fulgence, Spiridion lui parle des apparitions après la mort.

### Récit de la vie de Fulgence

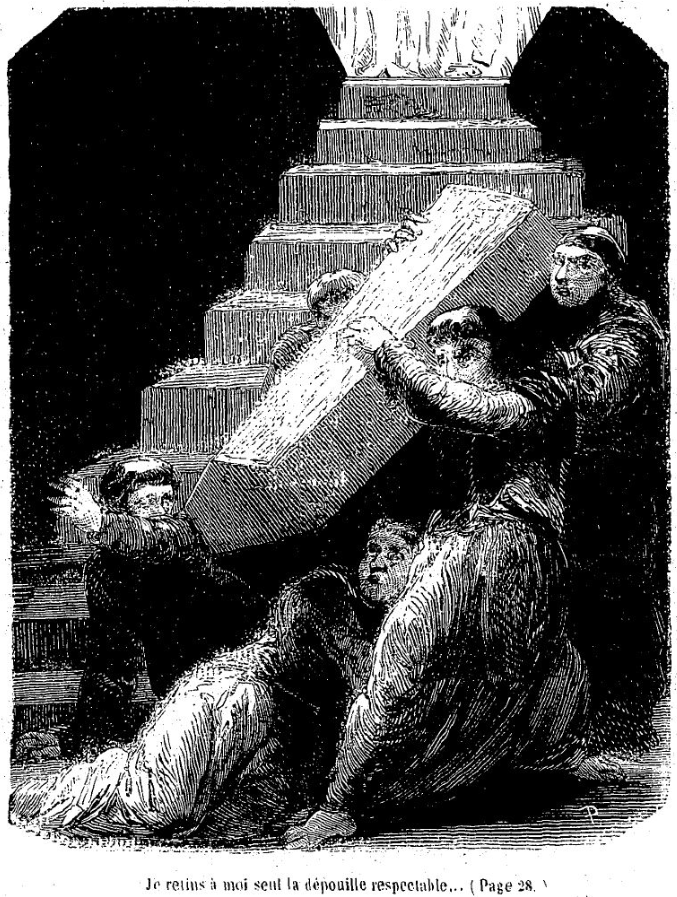
"Je retins à moi la dépouille respectable..." Illustration de Tony Johannot et Maurice Sand pour une réédition en 1856.

À la mort de Spiridion, Fulgence accomplit tout comme son maître le lui a demandé. Alexis explique à Angel que Fulgence ne lui a pas dit grand-chose de ses propres méditations et de ses propres visions, même s'il est probable que Fulgence a vu plusieurs fois l'esprit de Spiridion lui apparaître. Fulgence, dont le caractère est timoré, s'est effrayé du contenu hérétique du livre et n'a jamais osé aller le rechercher dans la tombe. Cependant, il a eu assez de force d'âme pour ne jamais trahir son engagement et pour chercher quelqu'un d'autre qui soit digne de recevoir la confidence. Alexis explique alors comment Fulgence en est venu à le choisir, à sa grande surprise. Ces événements se passent au début du XVIIIe siècle, une période où l'inquiétude de l'hérésie se calmait et où la philosophie des Lumières commençait à se répandre par les écrits de Voltaire et de Rousseau. Alexis, comme quelques autres jeunes novices, a entendu parler des anciennes apparitions de Spiridion, en particulier dans la salle du chapitre, que chacun continue à éviter. Un jour, Alexis a eu affaire au Prieur dont il subit un châtiment rigoureux pour avoir refusé de se prêter à la délation contre un novice de ses amis. C'est en apprenant cela que Fulgence remarque Alexis et décide d'en faire son assistant, puis le confident du secret de Spiridion. Fulgence, gagné par la paralysie, finit par tout révéler à Alexis. Il apparaît angoissé, car le spectre de Spiridion, qui avait cessé de lui apparaître depuis des années, lui apparaît de nouveau la nuit. Fulgence finit par mourir apaisé par les paroles d'Alexis. Fulgence, porté par quatre novices dont Alexis, est enseveli près de Spiridion, dans le caveau situé au transept de l'église et où figure aussi l'inscription Hic est veritas. Un incident ayant éteint les torches, Alexis tombe et touche le plomb qui recouvre le cercueil de Spiridion : le métal n'est pas froid mais tiède, comme porteur de vie.

### Récit de la vie d'Alexis
Alexis relate alors à Angel son propre cheminement intellectuel, philosophique et religieux. Jeune, ambitieux et idéaliste, Alexis résout de se jeter dans l'étude et de ne recourir au livre d'Hébronius qu'en dernière extrémité, au cas où ses propres forces ne suffiraient pas à satisfaire ses doutes. Descendu dans l'église, il prête serment sur le caveau de ne pas l'ouvrir avant six années. Pendant deux ans, il étudie avec ferveur les écrits catholiques, mais trouve qu'il n'a pas assez éprouvé sa foi. Il décide d'aller lire les écrits hérétiques dans la pièce de la bibliothèque où ils sont enfermés. Il s'y rend sans en demander la permission et s'y adonne à des lectures nocturnes. La première nuit, il a une vision de Spiridion occupé lui-même à lire. Alexis lit alors Abélard, Arnauld de Brescia, Pierre Valdo et les hérétiques des XIIe et XIIIe siècles, qui le convainquent de s'écarter du catholicisme sur certains points. Il lit alors les grandes réflexions religieuses des siècles suivants, Wiclef, Jean Huss, puis Luther et les sceptiques. Trop ébranlée, sa foi se change en philosophie et il lit les philosophes antiques, Pythagore, Zoroastre, Confucius, Épicure, Platon, Épictète. Ainsi Alexis devient réformiste puis philosophe. Il met sur le même plan l'inspiration de Jésus avec celle de Socrate et les penseurs de l'Inde avec ceux de la Judée. Il en vient à douter de toutes les religions et est alors pris de vertige et de désespoir. Habitué à épancher son amour par la prière et la soumission, Alexis en vient à redouter Dieu, qui lui paraît trop grand, trop lointain et inflexible. Il cherche un réconfort dans la lecture des philosophes théistes de son époque, en vain, car leur critique du catholicisme lui paraît trop légère voire ignorante. Cependant, l'esprit de liberté et de révolte qui transpire de ces écrits lui paraît salutaire. Alexis en vient à douter de lui-même et de ses anciennes visions de Spiridion. Le terme fixé par son vœu arrive et passe sans qu'il se décide tout de suite à descendre au tombeau.
Par une nuit froide, Alexis est enfermé dans la salle des écrits interdits de la bibliothèque par un moine qu'il n'a pas vu. Incapable de sortir, il souffre en silence du froid et de la dureté du sol de pierre, sans oser se manifester, pendant trois jours et trois nuits. Il est près de se laisser mourir, quand il entend quelqu'un approcher, puis la voix de Spiridion le rappelle à la vie en lui reprochant de ne pas encore avoir été chercher le livre. Alexis s'aperçoit alors que la porte est ouverte. Alexis sort de la bibliothèque et apprend que le Prieur du couvent est mort peu avant sa captivité : l'élection du nouveau est en cours. Alexis soupçonne l'un de ses ennemis, Donatien, un moine ambitieux et fat, de l'avoir enfermé. Donatien cherche à devenir Prieur et, pour cela, use de son influence pour contrevenir à tous les règlements afin d'accélérer les choses. Alexis, résolu à lui barrer la route, conteste la procédure, réclame de pouvoir se présenter et faire campagne... et parvient à se faire élire à la place de Donatien. Alexis propose alors un accord à Donatien : il lui laisse le poste de Prieur en échange d'une liberté complète pour mener ses recherches au couvent à l'écart des autres. Donatien accepte. Alexis s'organise une vie indépendante à la tête de la bibliothèque. Mais une vision de Spiridion lui reproche de laisser ses frères succomber au mal dans le couvent en ayant accepté de passer un marché avec Donatien. 

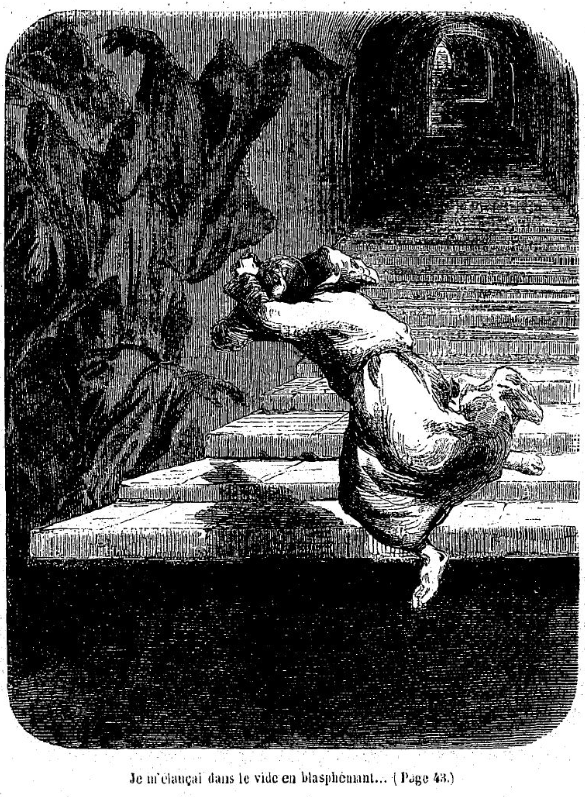
"Je m'élançai dans le vide en blasphémant..." Illustration de Tony Johannot et Maurice Sand pour une réédition du roman en 1856.

Poussé à sa dernière extrémité, Alexis décide alors de tenter d'aller prendre le livre dans le tombeau. Il y est assailli par des visions épouvantables et sanguinolentes de démons qui se proposent de se repaître de sa chair. Il finit par voir Spiridion qui le rassure et l'incite à chercher dans la vertu la vérité qu'il n'a pas réussi à trouver dans la science. Alexis se réveille sans avoir trouvé le livre. Il décide de refroidir son imagination en lisant les philosophes du XVIIe siècle et, pendant dix ans, il erre encore en réflexions sans fruit, satisfait dans sa vanité mais non dans son cœur. Une fois persuadé de la toute-puissance de la matière et de l'impossibilité de l'existence d'un esprit créateur et vivifiant, Alexis ressent un malaise et un ennui si profonds qu'il en tombe malade. Il reçoit l'assistance d'un jeune convers infirmier, Christophore. A son contact, Alexis sent son cœur se réchauffer d'amitié et de soin, pour Christophore et pour son chien Bacco. Après un an d'une maladie cruelle, Alexis est affaibli mais commence à guérir. C'est alors qu'une épidémie sévère frappe la région. Christophore et Bacco en meurent. Alexis prend alors conscience de la supériorité de l'amitié et du cœur sur les conquêtes de l'intelligence. Il s'est trompé. Désespéré, Alexis s'isole dans le cloître et s'adonne au jardinage. Il renoue contact avec la foi en étudiant la nature. Un soir, il entend le chant naïf d'un pêcheur hors du couvent, et tente d'imiter la beauté qu'il y a trouvée en composant de la poésie, en vain. Guéri dans son corps, Alexis prend la décision d'aller aider les malades contre l'épidémie qui continue au dehors, et il obtient l'autorisation de quitter temporairement le couvent pour l'ermitage de Saint-Hyacinthe. Alexis passe trois mois en compagnie d'un ermite, à s'occuper des malades et des morts. 
Une fois l'épidémie calmée, les moines effrayés par une possible contagion retardent le retour d'Alexis, qui se trouve confronté aux échos de la Révolution américaine et de la Révolution française toute récente. Un jour, il croise sur la côte un navire parmi les passagers duquel se trouve un jeune Corse visionnaire (qui n'est autre que Napoléon Bonaparte). Tenté par l'action politique, Alexis, désespéré par son échec métaphysique, décide de rentrer au couvent. La nuit venue,comme il se désespère, il a une vision de Spiridion, et de même les jours suivants. Avant de rentrer, Alexis supplie l'Esprit de Spiridion de lui accorder un signe pour l'aider à reprendre espoir, et peu après il voit Spiridion marchant sur les eaux vers le soleil. Transporté par cette vision sublime, Alexis rentre au couvent.

### La doctrine de Spiridion
Alexis se replonge dans ses méditations et finit par descendre de nouveau au caveau de Spiridion, mais il n'y connaît que l'échec, car la pierre du caveau s'avère trop lourde pour se laisser soulever, alors même que la première fois qu'Alexis y était descendu il l'avait soulevée sans difficulté. La voix de Spiridion lui reproche son orgueil et lui recommande de faire de son cœur une maison où il puisse descendre. Alexis, plus humble, y travaille et élabore finalement une pensée plus aboutie. Il la rédige dans un livre à l'aide d'une encre sympathique invisible pour qui n'en connaît pas le secret. 
Alexis dialogue alors avec Angel et lui expose l'essentiel de la pensée qu'il a pu élaborer, ni catholique, ni chrétienne, ni protestante, ni philosophe, ni même socialiste, et pourtant ni païenne ni athée, puisque c'est une pensée déiste qui croit à l'âme. Exalté et enfin rassuré, Alexis paraît rajeuni car il a enfin trouvé « un fils de [s]on intelligence ». Les jours suivants, Alexis enseigne à Angel sa foi en un Dieu-perfection.
Une nuit qu'Alexis, épuisé par leurs travaux, s'est assoupi, Angel entend la voix de Spiridion l'appeler : il est temps d'aller chercher le livre. Angel descend au caveau, soulève la dalle avec facilité, trouve le livre et le rapporte dans la cellule d'Alexis. Celui-ci s'éveille et tous deux examinent l'écrit d'Hébronius/Spiridion. Il s'agit en réalité non pas d'un mais de trois manuscrits. Le premier est un manuscrit du XIIIe siècle qui, au premier abord, ressemble à une simple copie de l'Évangile selon Jean. Mais cette copie est de la main de l'hérétique Joachim de Flore. Et certains caractères sont marqués d'une couleur particulière, composant un texte dans le texte. Le deuxième manuscrit est un livre hérétique que tous croyaient disparu : l’Introduction à l'Évangile éternel de Jean de Parme, livre mis à l'index et brûlé en 1260. Le troisième manuscrit est de la main de Spiridion lui-même et tient en quelques lignes. Il expose une doctrine joannite (fondée sur l'Évangile selon Jean) et affirme que le christianisme devait avoir trois époques, qui sont accomplies toutes les trois : le temps est venu pour une nouvelle religion.

### Dénouement
Alexis est heureux : il a enfin trouvé la conclusion de ses errances. Saisi d'une force inattendue, il se lève et, accompagné d'Angel, se rend parmi les moines en leur commandant de laisser leurs robes de bure ou de se préparer à mourir, car le temps des couvents se termine. Il prévient Angel qu'il va devoir quitter le couvent lui-même. Alexis annonce la venue imminente des vengeurs de la liberté outragée. Peu après, les troupes de Napoléon, qui envahissent alors l'Italie, pénètrent dans le couvent et massacrent les moines. Alexis meurt en pardonnant aux excès des libérateurs, qui, en dépit de leur violence, voient en Jésus un sans-culotte et servent la Providence. Angel est fait prisonnier et emmené hors du couvent.

## Conception du roman

### En 1839: première version
Spiridion paraît dans la Revue des deux Mondes en cinq livraisons, les 15 octobre, 1er et 15 novembre 1838 et les 1er et 15 janvier 1839. Il paraît en volume chez Bonnaire en 1839 avec quelques modifications typographiques mineures (il est annoncé dans la Bibliographie de la France du 23 février 1839. Deux éditions pirates belges sortent dans l'intervalle chez Méline, Cans et compagnie et chez Ad. Wahlen et compagnie.
Le manuscrit de Spiridion fait partie des quelques manuscrits de George Sand conservés. Il fait partie du fonds George Sand conservé à Chantilly. Le manuscrit comprend 235 feuillets constituant le texte de 1839 ainsi qu'un feuillet bleu plus petit portant le texte de la notice introductive rédigée pour les Œuvres illustrées parues chez Hetzel en 1855. Plusieurs feuillets ne sont pas de la main de Sand : contrairement aux premières hypothèses des critiques, qui les attribuaient à Leroux, Jean Pommier et George Lubin ont montré qu'il s'agit des écritures de Maurice Sand, le fils de l'écrivaine, et de Mallefille, le secrétaire de George Sand, à qui elle dicta certains passages pendant une période où elle souffrait d'un rhumatisme. Le manuscrit est rédigé d'une écriture cursive et rapide, mais porte de nombreuses ratures et hésitations, en particulier dans les passages consacrés aux visions, dans les exposés doctrinaux et dans les caractérisations religieuses. Beaucoup de corrections visent à moderniser le vocabulaire, à élaguer le texte, à adoucir la brutalité de l'expression par endroits ou à amplifier certaines scènes. L'étude du manuscrit montre aussi que les noms des personnages ont changé au fil de la conception du roman : Pierre Hébronius s'appelait au début de la rédaction Pierre Engelwald, le père Hégésippe s'appelait Anselme et Alexis s'appelait Félix.

### En 1842: la seconde version
Entre 1840 et 1842, Sand réécrit partiellement Spiridion dont elle change essentiellement la fin, sans que les circonstances de cette réécriture soient connues avec précision (Sand n'évoque pas ce travail dans sa correspondance). On sait cependant que, durant cette période, Sand a rompu avec la Revue des deux Mondes après que Buloz a refusé de publier deux de ses romans (Le Compagnon du Tour de France et Horace), qu'il jugeait politiquement dangereux. Fin 1841, Sand est occupée par La Revue indépendante, un journal littéraire et politique lancé avec ses amis Pierre Leroux et Louis Viardot, et elle prépare dans le même temps la révision de plusieurs de ses précédents romans. Elle est aussi occupée à commencer l'élaboration de son grand roman historique, Consuelo, pour lequel elle rassemble une vaste documentation historique et philosophique portant notamment sur l'histoire des hérésies, un thème qu'elle a aussi abordé dans Spiridion et qui peut avoir alimenté sa réflexion en vue de la révision de ce roman.
La parution de la version remaniée de Spiridion est annoncée par la Bibliographie de la France du 17 décembre 1842. Cette seconde version du roman paraît dans le cadre des Œuvres complètes chez Perrotin, où il fait suite à Lélia dans le tome VII. Toutes les éditions suivantes parues du vivant de Sand se fondent sur cette seconde version.

## Histoire éditoriale après 1842
Une édition de Spiridion seul paraît chez Perrotin en 1843. Une édition illustrée paraît chez Hetzel dans les Œuvres illustrées à la suite d’Un hiver à Majorque. Spiridion connaît ensuite des rééditions chez Michel Lévy puis chez Calmann-Lévy.
En 1976, à l'occasion du centenaire de la mort de George Sand, Georges Lubin réédite Spiridion aux éditions d'Aujourd'hui en se fondant sur l'édition Perrotin de 1843 et en y ajoutant un texte de présentation. En 2000, l'éditeur suisse Slatkine donne une réimpression du texte de l'édition de 1843 avec un avant-propos de Oscar A. Haac et une introduction de Michèle Hecquet.

## Analyse
Spiridion combine plusieurs genres littéraires. Isabelle Hoog Naginski indique que le roman « se présente à la fois comme un traité philosophique, un récit gothique, un texte initiatique, une méditation sur la religion, et un roman historique, car Sand identifie le "monde révolutionné" d'après 1789 avec l'avènement d'un Nouvel Âge » et elle y voit presque une « version XIXe siècle du Nom de la rose d'Umberto Eco ».
Roman narré par un homme entré au couvent, Spiridion donne une large place à la réflexion sur Dieu et la religion. Sand y donne une vision assez pessimiste de l'Eglise et du christianisme à son époque, qu'elle présente comme ayant perdu le message initial de Jésus (qu'elle considère personnellement comme un sage au même titre que des figures comme Socrate, sans croire à sa divinité). Spiridion poursuit sa quête mystique dans un couvent situé en marge des institutions catholiques ordinaires.

## Accueil critique
Vers 1840-1842, l'Église catholique considère Spiridion comme une lecture pernicieuse et le met à l'Index.

### Éditions critiques
- George Sand, Spiridion. Texte de 1842, avant-propos de Oscar A. Haac, introduction de Michèle Hecquet, Genève, Slatkine Reprints, 2000.  (ISBN 2-05-101706-9)
- George Sand, Œuvres complètes. 1839. Spiridion, édition critique par Isabelle Hoog Naginski, notes en collaboration avec Marie-Jacques Hoog (œuvres complètes dirigées par Béatrice Didier), Paris, Honoré Champion, coll. « Textes de littérature moderne et contemporaine » n°197, 2018.  (ISBN 9782745347220)

### Études savantes
- Franck Paul Bowman, « George Sand, le Christ et le royaume », Cahiers de l'Association internationale des études françaises, 1976, n°28, p. 243-262. [lire en ligne]
- Philippe Boutry, « Papauté et culture au XIXe siècle. Magistère, orthodoxie, tradition », Revue d'histoire du XIXe siècle, n°28, 2004, mis en ligne le 19 juin 2005. DOI 10.4000/rh19.615 [lire en ligne]
- Tiziana Castelli, « L'Anticléricalisme de George Sand », Bulletin de liaison, Association Les Amis de George Sand, 1977 n°1, p. 19-26. [lire en ligne]
- Isabelle Hoog Naginski, « George Sand Révélatrice du Nouvel Évangile : La Doctrine hérétique de Joachim de Flore », dans George Sand mythographe, Clermont-Ferrand, Presses universitaires de Blaise Pascal, coll. "Cahiers romantiques" n°13, 2007, p. 183-214.  (ISBN 978-2-84516-358-4),  (ISSN 1264-5702).
- Georges Lubin, « Dossier George Sand », Romantisme, no 11 « Au-delà du visible »,‎ 1976, p. 86-93 (ISSN 0048-8593, lire en ligne, consulté le 10 août 2017)
- Egbuna Modum, « "Spiridion" ou la quête mystique chez George Sand », Bulletin de liaison, Association Les Amis de George Sand, année 1979 n°1, p. 13. [lire en ligne]
- Jean Pommier, George Sand et le rêve monastique : Spiridion, Paris : A.-G. Nizet (Rennes, Impr. réunies), 1966.